# Jim Lauderdale
James Russell Lauderdale, detto Jim (Troutman, 11 aprile 1957), è un cantautore statunitense.
Come autore "conto terzi", ha scritto canzoni per Gary Allan, Mark Chesnutt, Elvis Costello, The Dixie Chicks, Vince Gill, Patty Loveless, George Strait, Lee Ann Womack, Blake Shelton e altri. Ha collaborato inoltre con Dr. Ralph Stanley, Buddy Miller e Donna the Buffalo.

## Discografia parziale
- 1991 - Planet of Love
- 1994 - Pretty Close to the Truth
- 1995 - Every Second Counts
- 1996 - Persimmons
- 1998 - Whisper
- 1999 - I Feel Like Singing Today
- 1999 - Onward Through It All
- 2001 - The Other Sessions
- 2001 - Point of No Return: The Unreleased 1989 Album
- 2002 - Lost in the Lonesome Pines
- 2003 - Wait 'Til Spring
- 2004 - Headed for the Hills
- 2006 - Bluegrass
- 2006 - Country Super Hits Vol. 1
- 2007 - The Bluegrass Diaries
- 2008 - Honey Songs & the Dream Players
- 2009 - Could We Get Any Closer?
- 2010 - Patchwork River
- 2011 - Reason and Rhyme
- 2012 - Carolina Moonrise
- 2012 - Buddy & Jim
- 2013 - Old Time Angels
- 2013 - Black Roses
- 2014 - I'm a Song
- 2015 - Soul Searching
- 2016 - This Changes Everything
- 2017 - London Southern
- 2018 - Time Flies
- 2018 - Jim Lauderdale and Roland White
- 2019 - From Another World